# Gyōda (Saitama)
Gyōda (行田市 Gyōda-shi?) es una ciudad que se encuentra en Saitama, Japón.
Según datos de 2003, la ciudad tiene una población estimada de 85.781 habitantes y una densidad de 1.393,68 personas por km². El área total es de 61,55 km².
La ciudad fue fundada el 3 de mayo de 1949.